# Мъздруга
Мъздруга (Leuciscus idus), също дойца, е риба от семейство Шаранови. 

## Описание
Тялото ѝ е дълго около 50 - 60 см, рядко до 1 м, тежко до около 3 - 4 кг, по изключение до 8 кг. Официалният рекорд е 3,36 кг и е поставен край Борленге, Швеция. Цвят – сребристо сиво, на гърба по-тъмен от корема. Перките ѝ са розово-оранжеви.

## Разпространение
Разпространена в Европа и Азия, предимно в реките, но също и в други сладки води. В България живее главно в Дунав.

## Храна
Хвърля хайвер напролет. Храни се с дънни безгръбначни и други, понякога и с риба. Месото ѝ е вкусно, но се лови в неголеми количества и стопанското ѝ значение не е голямо.